# Шъуей
Шъуей (на китайски: 室韋; на пинин: Shìwěi) е общото наименование на няколко разнородни етнически групи, живели през VI-XIII век в Източна Азия. Част от тях са монголи (вероятно произлизащи от сиенбей), други – тунгуси, а произходът на трети е неясен.
Те се споменават в множество китайски източници като близки родственици и северни съседи на киданите, заемащи най-източните части на Монголия и северна Манджурия до Охотско море. В тюркските източници са наричани татари – по-късно това име започва да се използва за монголците при тяхната експанзия на запад. Шъуей са полуномади, живеят на обособени племена и дълго време са зависими от Тюркския каганат и киданите. В началото на XIII век са включени в Монголската империя и вече не се споменават като самостоятелна общност.